# Renaud Dehousse
Pour les articles homonymes, voir Dehousse.
Renaud Dehousse, né le 2 juin 1960 à Liège (Belgique), est un juriste et professeur belge. Il est professeur des universités à Sciences Po Paris. 
En juin 2016, il est nommé président de l'Institut universitaire européen, par le conseil supérieur de l'institution, pour une prise de fonction en septembre 2016. 

## Biographie

### Jeunesse et études
Renaud Dehousse est né à Liège en 1960, deuxième fils d'Agnès Denis et de Jean-Maurice Dehousse, juriste et homme politique belge, et le petit-fils de la philologue Rita Lejeune et de Fernand Dehousse, professeur de droit international à l'université de Liège.
Après des études primaires à l’École du Jardin botanique à Liège, puis des humanités à l'Athénée d'Angleur, il effectue des études de droit à l’université de Liège (Belgique) puis à l’Institut universitaire européen de Florence.  

### Parcours professionnel
Il remplit successivement diverses fonctions à l'Institut européen où il devient professeur, avant d'être nommé professeur ordinaire à l’université de Pise (Italie). Il a également été professeur visiteur à l’université du Michigan et à l’université de Florence.   
Renaud Dehousse a occupé des fonctions importantes au sein de l'Institut d'études politiques de Paris. Enseignant de droit européen, il a dirigé un master de recherche sur l'Europe. Il est directeur du Centre d'études européennes de Sciences Po. Il a également été président du conseil de direction de l'IEP.   
Il est conseiller scientifique et membre du conseil d'administration du think tank Notre Europe.   
Renaud Dehousse a en outre exercé des activités de conseil auprès de différents services de la Commission européenne. Ses recherches ont porté sur le fédéralisme comparé et sur l’évolution institutionnelle de l’Union européenne. Ses travaux les plus récents ont trait à la transformation de la gouvernance au niveau européen, en particulier au niveau des structures bureaucratiques (comités, agences européennes), ainsi qu’au rôle de la Cour de justice dans le système politique européen. Il est membre du Conseil d'orientation du think tank En temps réel.  

## Distinctions
- Chevalier de la Légion d'honneur (2015)[7].

## Contributions à des ouvrages collectifs
- 1985 Regime parlamentare e evoluzione costituzionale in Belgio, in S. Ortino, Diritto costituzionale - Storia, ordinamenti, teoria, Florence, Cedeur, 1985, 1985, p. 128-144
- 1990 "The Legal Dimension (with J. Weiler), in W. Wallace (ed.), The Dynamics of European Integration, London : Pinter, 1990, 242-260.
- 1991 EPC and the Single Act: From Soft Law to Hard Law? (with J. Weiler), in M. Holland (ed.), The Future of European Political Cooperation, London, Macmillan, 1991, 142-163.
- 1992  Autonomie régionale et intégration européenne : les leçons de l’expérience communautaire in O. Jacot-Guillarmod (ed.), Accord EEE-Commentaires et réflexions, Zürich, Schulthess, 1992, 693-705
- 1992 Autonomia regionale ed integrazione europea : le lezioni di Maastricht, Atti del convegno "L’Europa degli spazi regionali", Bologna, Collana di documentazione del Consiglio regionale dell’Emilia-Romagna, 1992, 145-157 (version amendée du texte précédent)
- 1994 The EC after Maastricht : Emerging Institutional Issues, Collected Courses of the Academy of European Law, vol. III-1 (1994) 181-239
- 1994 The Dynamics of European Integration: From the Single European Act to the Maastricht Treaty (avec G. Majone), in S. Martin (ed.) The Construction of Europe, Essays in honour of Emile Noël, Dordrecht : Kluwer (1994), p. 91-112
- 1995 Centralization and Decentralization in the European Community: Are we asking the Right Questions?, in K. Hailbronner (ed.) The Future of Europe - Centralized and Decentralized Approaches, Bonn : Bundesanzeiger, 1995, 33-44
- 1996 Les États et l’Union européenne : les effets de l’intégration in Vincent Wright and Sabino Cassese (ed.), La recomposition de l’État en Europe, Paris : La Découverte, 1996, 55-70
- 1997 European Integration and the Nation State in Paul Heywood, Martin Rhodes and Vincent Wright (eds.), Developments in West European Politics, London: Macmillan, 1997, 37-54
- 1998 The Institutional Dimension: Some Reflexions on a Non-debate, R. Dehousse (ed.), An Ever Larger Union? The Eastern Enlargement in Perspective, Baden-Baden : Nomos, 1998
- 1999 Towards a Regulation of Transnational Governance? Citizens’ Rights and the Reform of Comitology Procedures, in Joerges and Vos (eds.), EU Committees : Social Regulation, Law and Politics, Oxford : Hart (1999) 109-127.

### Articles
- 1989- Fédéralisme, asymétrie et pressions centrifuges : aux origines de l’action internationales des composantes des États fédéraux, Études internationales, 1989, no 2, 283-309
- 1989- Il paradosso di Madison : Riflessioni sul ruolo delle camere alte nei sistemi federali", Le Regioni, vol. XVII, 1989, 1365-1400
- 1990- Le Paradoxe de Madison : réflexions sur le rôle des chambres hautes dans les systèmes fédéraux, Revue du droit public et de la science politique (1990) 643-676
- 1989-90- 1European Political Cooperation in 1989-199, 3 EJIL (1992) 205-14
- 1992- Integration v. Regulation? On the Dynamics of Regulation in the European Community, JCMS : Journal of Common Market Studies (1992), volume 30, 4, pp. 383-402[8]
- 1992 and beyond-  The Institutional Dimension of the Internal Market Programme, Legal Issues of European Integration (1989-I) 109-136, réimprimé dans le volume European Community Law de la série "International Library of Essays in Law and Legal Theory", Aldershot: Dartmonth (1993) 447-474
- 1993- La Communauté européenne après Maastricht : vers un nouvel équilibre institutionnel ?, Rivista italiana di diritto pubblico comunitario, 1993
- 1993- European Political Cooperation in 1991, 4 EJIL (1993) 141-56
- 1992- La subsidiarité et ses limites, Annuaire européen (1992) 27-46 (version révisée du working paper EUI WP 92/31)
- 1994- Comparing National Law and EC Law: The Problem of the Level of Analysis, 47 American Journal of Comparative Law (1994) 201-221.
- 1995- Constitutional Reform in the European Community: Are there Alternatives to the Majoritarian Avenue?, West European Politics, (1995) 118-36, repris dans Jack Hayward (ed.), The Crisis of Representation in Europe, Londres, Sage, 1995, 118-136 et dans Neil Nugent (ed.) The European Union, Aldershot: Dartmonth, International Library of Politics and Comparative Government, Vol. I, 1997, 59-78
- 1997- Regulation by Networks: The Role of European Agencies, European Journal of Public Policy (1997) 240-61
- 1997- Regolazione attraverso Reti nella Comunità europea : il ruolo delle agenzie europee', Rivista italiana di diritto pubblico comunitario, 1997, 629-650.
- 1998- European Institutional Architecture after Amsterdam: Parliamentary System or Regulatory Structure ? Common Market Law Review (1998)
- 1999- L’Europe par le droit, Critique internationale, no 2, Hiver 1999, 133-147

### Working Papers
- 1986- E Pluribus Unum ? Éléments de confédéralisme dans les relations extérieures des États fédéraux, EUI Working Paper 86/209, 1986
- 1998- Les administrations nationales et les institutions communautaires face au défi budgétaire, in The Future Financing of the EC Budget, EUI Working Paper 88/355, 1988
- Représentation territoriale et représentation institutionnelle : la réforme du Sénat belge à la lumière des expériences étrangères, EUI Working Papers in Law N. 90/1
- Une politique étrangère pour l’Europe, rapport du groupe de travail sur la réforme de la coopération politique, EPU Working Paper no 91/8
- 1992- Pan European Integration: The Institutional Constraints - An EC View, in B. Heurlin (ed.) European Security in the 1990s, Copenhagen : SNU, 1992
- Europe after 1992: New Regulatory Strategies (with C. Joerges, G. Majone and F. Snyder), EUI Working Papers in Law, no 92/31
- Does Subsidiarity Really Matter?, EUI Working Papers in Law, no 92/31
- Some Reflections on the Crisis of the Harmonization Model in Francis Snyder (ed.), A Regulatory Framework for Foodstuffs in the Internal Market, EUI Working Papers in Law, no 94/4, 43-49
- Institutional Reform in the EC: Are there Alternatives to the Majoritarian Avenue?, EUI Working Papers in Law, no 95/4
- Citizen’s Rights and the Reform of Comitology Procedures: The Case for a Pluralist Approach, European University Institute, RSC Policy Papers 98/4.